# (17603) Qoyllurwasi
(17603) Qoyllurwasi est un astéroïde de la ceinture principale.

## Description
(17603) Qoyllurwasi est un astéroïde de la ceinture principale. Il fut découvert le 20 septembre 1995 à Kitami par Kin Endate et Kazuro Watanabe. Il présente une orbite caractérisée par un demi-grand axe de 2,79 UA, une excentricité de 0,24 et une inclinaison de 16,6° par rapport à l'écliptique.

## Compléments